# 沙州 (敦煌)
沙州，中国古代设置的一个州，治所在今甘肃省敦煌市。
十六国前凉置沙州，治所在今敦煌，不久废除。之后，西秦、北凉设有沙州，还有南朝册封吐谷浑、阴平国也有沙州名号。唐高祖武德五年（622年）改瓜州为西沙州，唐太宗贞观七年（633年）改西沙州为沙州，治所在敦煌县。安史之乱后，沙州归吐蕃。唐宣宗后，归义军收复，归义军的治所记载沙州。北宋时，归沙州回鹘和西夏。西夏灭亡废除沙州。元世祖至元十四年（1277年）重设沙州。至元十七年（1280年）为沙州路。相当于甘肃省瓜州县（安西县）以西。明朝洪武初年废除，永乐初年设沙州卫，正统年间废除。
唐朝沙州刺史
- 贺拔行威（620年—622年，瓜州刺史）
- 元韶（武德贞观年间）
- 刘德敏（640年）
- 张才（贞观年间）
- 苏海政（647年—648年）
- 平原公（永徽年间）
- 崔延朗（657年）
- 李祖隆（673年）
- 王方翼（676年，未任）
- 李无亏（691年）
- 陈玄珪（695年）
- 李庭光（698年）
- 李思贞（704年）
- 能昌仁（711年）
- 杜楚臣（714年）
- 张孝嵩（715年）
- 贾师顺（729年）
- 王怀亮（765年以前）
- 杨休明（766年）
- 周鼎（767年—777年）
- 阎朝（777年—786年）
- 张义潮（848年—851年）
- 张义潭（851年—853年）
- 张淮深（853年—890年）
- 曹议金（890年）
- 索勋（892年）
- 李弘愿（894年）
- 张承奉（900年—911年）[1]